# Pregibaé
Pregibaé é o antigo nome do bairro da Ilha de Santa Catarina hoje denominado Costeira do Pirajubaé.

## Origem do nome
São várias as origens do nome Pregibaé. Uma delas afirma que o termo pregibai origina-se de preguari (ou periguay, significando “búzio, os muito grandes”, ou ainda, breguigoens, traduzido como berbigão na língua portuguesa, molusco abundante na área), e igbaheapina, que significa o que se encontra dentro da água; por isso, pregibahi seria o caminho dos berbigões.
Outra versão incorpora a atual designação Pirajubaé como significando Peixe da Cara Feia. Outras variações incluem Peixe da Cara Amarela e Peixe Amarelo Gostoso. No entanto é pouco provável que a palavra peixe seja incluída no nome original Pregibaé uma vez que o nome mais antigo se aproxime da transcrição da palavra falada pelos caryós (ou carijós).

## História
Antigamente Pregibaé era tomada por mangue e a estrada era de barro. O transporte era por meio de carroças e cavalos. As embarcações primeiro passavam por Pregibaé onde distribuíam peixes e camarões e só depois iam para o mercado no centro de Desterro. A ocupação do bairro teve início por volta de 1900 na Estrada Velha em direção ao morros, porém de forma efetiva na década de 1920, por causa da expansão da localidade do Saco dos Limões. As pessoas que vieram habitar a região, construíram pela estreita faixa de areia ranchos para canoas utilizadas na pesca por ser essa região abundante em berbigões. Na subida das encostas predominava a atividade agrícola, confirmação feita por CARUSO (1983), “que à medida em que [sic] se desenvolve a agricultura e crescem os pequenos núcleos urbanos, anotam o avanço do desmatamento que em 1800 já “arrasava” o cimo dos morros”.
Os pregibaenses cultivavam de tudo, mas principalmente a cana-de-açúcar, tanto que esse local destacava-se por possuir a maior quantidade de engenhos e moendas da Ilha de Santa Catarina. A pesca era a maior fonte de alimento, já que os mesmos encaravam com seriedade o exercício de pescadores e canoeiros.
Porém em idos de 1938 a agricultura já estava em decadência no bairro.
- O nome da localidade evoluiu para Costeira do Pirajubaé e até o ano de 1943 era denominado Zona Rural no Distrito Sede. Mas com o desenvolvimento na área central da ilha e fim da atividade agrícola no bairro, em 1958 passou a ser considerado área urbana. * Em 1956 recebeu seu primeiro aterro originando então a Avenida Jorge Lacerda em homenagem ao governador da época.
- A partir de 1958, e em meados e final de década de 1970, há um acentuado avanço em termos de urbanização, iniciando uma nova ocupação da encosta, desta vez para a construção de residências, continuando assim o desmatamento. Porém, nas áreas médias e mais altas onde não ocorreu a criação de gado ou a agricultura, a vegetação se reconstituiu.
- A explicação para o aumento da população do bairro se deve ao intenso processo de migração rural-urbana que começou em direção a Florianópolis no início da década de 1960, e que continua até hoje, determinando dessa maneira a necessidade de alojar grande número dessas pessoas que pertencem principalmente às camadas com baixo poder aquisitivo.
- Segundo moradores antigos do bairro, entre as décadas de 1960 e 1980, as casas existentes ou em processo de construção, estavam localizadas principalmente na parte baixa e média da encosta, e apenas algumas poucas casas estavam nas partes mais altas, ou seja, a ocupação não havia ainda atingido as altas declividades.

## Localidades da Costeira do Pirajubaé
- Ferrujo: divisa entre a Costeira do Pirajubaé e Saco dos Limões onde situa-se a fábrica de lajotas e o atual hipermercado Bistek.
- Área Central: onde situa-se a Igreja de São Pedro, a sede da AMOCOP, a Escola Básica Adotiva Liberato, a Escola Básica Anísio Teixeira e o Grupo Estimoarte.
- Seta: região nas proximidades do trevo de acesso às praia do sul da Ilha e ao Aeroporto. Também denominado Trevo da Seta. Em 2010 iniciou-se a construção de um elevado para facilitar o trânsito local.

## Personagens folclóricos
Dentre os moradores tradicionais e até mesmo folclóricos podemos citar:
- Rosalina: antiga moradora nas proximidades da Igreja de São Pedro. Seu nome é lembrado em virtude de uma extinta bica de água denominada Bica da Rosalina. Morreu de tuberculose.
- Navio de Guerra: antigo pescador que morava entre a área central e o Ferrujo.
- Laca: pescador, filho de Olindina. Além da surdez ele tinha problemas mentais e antes de falecer esteve internado na Colônia Santana.
- João Vigário: pescador residente em frente à Escola Adotiva Liberato. Seresteiro, era visto frequentemente tocando violão sob uma goiabeira plantada na frente de sua casa.
- Jonjoca (João Correia dos Santos): vizinho de João Vigário. Tinha várias propriedades ao longo da rua que hoje leva seu nome. Seu filho foi proprietário do Clube Tropical.
- Seu Chico (Francisco Souza): criava gado e possuía plantação de cana de açúcar. Morou na área central.
- Padre Cardoso: não era nativo do bairro, porém durante mais de vinte anos foi o pároco da Igreja de São Pedro.
- Seu Nézio: apontador de jogo de bicho. Ativo participante dos folguedos de São Pedro nos meses de junho.
- Seu Macário - proprietário de terras chamadas de "pasto do Macário" onde havia um campo de futebol frequentado pelos moradores próximos do Ferrujo, mais tarde passou a ser chamado de campo novo. Macário da Silva era pescador além de Bombeiro Militar.

## Outras personalidades
- Erádio Gonçalves: morador da Seta e vereador na gestão 2009-2012.
- Severo Felisberto de Matos, natural de Paulo Lopes (como a maioria dos moradores da Costeira), nascido em 06/10/1929, casado com Valdira Alves de Matos, conhecida como Dona Vadica. Foi o primeiro motorista de ônibus da linha Costeira. Depois foi Servidor Público Estadual por mais de 40 anos, com o cargo de motorista oficial, onde conduziu diversos Governadores de Estado e autoridades públicas, entre elas, o Papa João Paulo II em sua visita a Florianópolis, durante a beatificação de Madre Paulina (hoje Santa Paulina) em 18/11/1991. Possui no bairro uma Servidão com seu nome: "Servidão Severo Matos", o qual é homenageado pelo seu caráter, honestidade, religiosidade e por ser uma pessoa tão querida e amada pelos moradores.
- Nadir João Dutra (Seu Didi): proprietário da loja de tecidos juntamente com sua esposa Orisvaldina.
- Orestes Melo Júnior: criou-se no bairro. Foi proprietário do Clube Ribeirô.
- Chico Peixeiro (Francisco Jacques): apesar de atualmente não residir mais no bairro, Chico iniciou a Peixaria do Chico no Mercado Público.
- Valdizinho: proprietário da Diviart com sede na área central.
- Toninho: proprietário do Toninho Lanches e Petiscos, popularmente: "Toninho Rei da Costela".
- Luiz Alberto: proprietário do Colégio Estimoarte e ex-presidente da APAE (Fpolis)
- Dona Santa: Antiga moradora da estrada velha, próximo ao Ferrujo.
- Casinho (Oscar Francelino dos Santos). Filho de Dona Santa e Seu Lino. Genro de João Vigário.  Residiu em frente à Escola Adotiva Liberato e Clube Tropical. Tinha comércio de peixes, no Mercado Público.